# خالد العبيد
خالد العبيد (19 يناير 1938 -)، ممثل كويتي.

## عن حياته

الفنان خالد العبيد علي ملصق مسلسل مدينة الرياح

تميز بأدوار الشر في أعماله. كانت بدايته في المجال الفني بعام 1963. عمل بالإضافة إلى عمله الفني كمراقب لمحطات المياه بوزارة الكهرباء والماء، ثم محاسبًا في الوزارة نفسها، وتقاعد عام 1981.

## اللزمات
اشتهر في اللزمات في مسلسلاته التراثية، ولا يمر مسلسل إلا ويفاجئ المشاهدين بلزمة غالبًا ماتكون ذات طابع تحدي لخصومه، ولاتخلو من الفكاهة. ومن أشهر لزماته:
- في مسلسل الطماعون: «طباق طباق الي يحدق لفلوس حداق
- في مسلسل الإبريق المكسور:[5] «أنا اللي آكل الذهب أكال هم»[6]، وأيضاً في نفس المسلسل كان يردد جملة بأسلوب (الألتغ) وهي «والله بغبسه» أي «والله بربسه».
- في مسلسل الجوهرة والصياد: «غضب غضب اللي كلامه كله علامة يصيد عدوه صيد الحمامة ياولد».
- في مسلسل رحلة العجائب: «نعمان زين الشبان يحب الرمان»، وأيضًا «مرموش مرموش اللي كلامه مايطلع بوش خوش خوش»، وأيضًا «يعقوب أبو الذرابة المحبوب».
- في مسلسل بدر الزمان: «شركان شركون له أربع عيون لخزك تضحكله وتقوله ممنون ممنون».
- في مسلسل مدينة الرياح: «علقم علقم مر ومدلقم» وفي مقدمة المسلسل «أنا علقم قصير مدلقم .. أحب الشر شراني .. جذي أبوي رباني .. قلبي أسود ساده .. والشر إحنه أسياده». وأيضا لخصمه ( عجاج ) ... ( عجاج عجاج أكال الدجاج ). وأيضاً (يامرحبا يامرحبا بمن حبى ودبى وركب القليلبه)
- في مسلسل قتالة الشجعان: «شعبوط شعبوط أكال القبوط»، وأيضًا «شعبوط شعبوط شغله مظبوط».
- في مسلسل علاء الدين: «أنا الأقشر أنا إللي تقضبه إيدي أعصره مثل الرمانة عدل ولا موعدل»، فيرد بنفسه أو يرد عليه أخوه الإقيشر ويقول عدل.
- في مسلسل سليمان الطيب:(يا حذاف النخل)

## أعماله

### من المسلسلات
| سنة الإنتاج | المسلسل                            |
| ----------- | ---------------------------------- |
| 1970        | الحدباء                            |
| 1972        | حاور زاور                          |
| 1974        | الوريث                             |
| 1978        | الأقدار                            |
| 1978        | الإبريق المكسور                    |
| 1979        | الدكتور                            |
| 1979        | مذكرات جحا                         |
| 1979        | فهد العسكر الرحلة والرحيل - ثلاثية |
| 1980        | الدانة                             |
| 1980        | علاء الدين                         |
| 1980        | العتاوية                           |
| 1981        | دنيا الدنانير                      |
| 1982        | أحلام صغيرة                        |
| 1982        | بدر الزمان                         |
| 1982        | الحظ والملايين                     |
| 1983        | غدا تبدأ الحياة                    |
| 1985        | الجوهرة والصياد                    |
| 1986        | أبو دندن                           |
| 1988        | مدينة الرياح                       |
| 1989        | الطماعون                           |
| 1990        | رحلة العجائب                       |
| 1993        | سليمان الطيب                       |
| 1996        | عودة الفارس                        |
| 1998        | دارت الأيام                        |
| 1999        | كنز المخاطر                        |
| 2000        | الأختيار                           |
| 2002        | الشريب بزة                         |
| 2002        | عشوق                               |
| 2007        | قتالة الشجعان                      |
| 2010        | البيت المسكون                      |

### من المسرحيات
| سنة الإنتاج | المسرحية           |
| ----------- | ------------------ |
| 1965        | عنده شهادة         |
| 1966        | الحاجز             |
| 1970        | كاوبوي في الدبدبه  |
| 1971        | ضاع الديك          |
| 1971        | رجال وبنات         |
| 1972        | 1 2 3 4 بم         |
| 1973        | شياطين ليلة الجمعة |
| 1974        | بحمدون المحطة      |
| 1974        | يا غافلين          |
| 1975        | حفلة على الخازوق   |
| 1975        | علي جناح التبريزي  |
| 1976        | متاعب صيف          |
| 1976        | للأمام سر          |
| 1978        | السندباد البحري    |
| 1978        | عريس لبنت السلطان  |
| 1984        | وخر لا يعاديك      |
| 1987        | دقت الساعة         |
| 1992        | الوحش بوراسين      |
| 1992        | سيف العرب          |
| 1992 - 1993 | عبيد في التجنيد    |
| 1994        | خمسة وخميسة        |
| 1994        | هالو كايرو         |
| 1995        | سيمبا لاين كنج     |

### الأفلام
| سنة الإنتاج | الفيلم |
| ----------- | ------ |
| 1980        | الصمت  |

## الجوائز والتكريمات
- الكويت: شهادة تقدير من مسرح الخليج العربي بمناسبة الاحتفال بالعيد العاشر للفرقة.[1]
- الكويت: تكريم من مهرجان تكريم الفنان المسرحي «نجم مسرح أول» الذي أقامته فرقة المسرح العربي.[1]
- 2010:  الكويت: تكريم من مهرجان أيام المسرح للشباب السابع.[7]
- 2013:  الكويت - درع تقدير من حفل تكريم رواد الفن الكويتي.[8]

## وصلات خارجية
- خالد العبيد على موقع قاعدة بيانات الأفلام العربية

- مسرح الخليج العربي - خالد العبيد